# 梅格·蕾法芙
梅格·蕾法芙（英語：Meg LeFauve，1969年10月19日—）是一名美國編劇和電影製片人。她最著名的作品是為皮克斯動畫電影《腦筋急轉彎》（2015年）及其續集《腦筋急轉彎2》（2024年）和《恐龍當家》（2015年）撰寫劇本，前者曾獲得奧斯卡最佳原創劇本提名。

## 早年生活
蕾法芙在俄亥俄州沃倫長大，曾就讀於雪城大學。

## 職業生涯
蕾法芙的電影生涯始於擔任茱蒂·佛斯特的電影公司Egg Pictures的總裁兼製片人。在此期間，蕾法芙製作的電影獲得艾美獎和金球獎提名，並憑藉珍·安德森的Showtime電影《The Baby Dance》獲得皮博迪獎。蕾法芙為Egg Pictures製作了《戰慄追殺》，該片由基倫·克金、茱蒂·佛斯特和文森·唐諾佛利歐主演，開拍後好評如潮，並獲得2003年獨立精神獎最佳首部影片。
蕾法芙曾是梅莉史翠普作家實驗室的導師，目前是新南威爾斯銀幕、澳洲銀幕和維多利亞電影的顧問。她曾擔任聖丹斯創意製片人實驗室（Sundance Creative Producer Lab）的導師，也是CineStory Script Sessions的董事會成員和長期參與者。蕾法芙曾在美國電影學院任教，並擔任加州大學洛杉磯分校電影與電視學院製片人研究生計畫的聯合主席，在那裡她教授了七年多的大師級故事與發展課程。蕾法芙也經常舉辦研討會。
她因與他人合作撰寫皮克斯公司出品的蕾法芙（2015年）劇本而獲得奧斯卡最佳原創劇本提名，並與戴夫·霍爾斯坦（Dave Holstein）合作撰寫續集《腦筋急轉彎2》（2024年）的劇本。1999年，她因製作《The Baby Dance》而獲得艾美獎提名。2002年，她還製作了電影《戰慄追殺》。她還為皮克斯的另一部電影《恐龍當家》（2015年）撰寫劇本，該片獲得了金球獎提名。蕾法芙在《驚奇隊長》（2019年）中擔任故事撰寫人。

## 播客
蕾法芙共同主持播客節目「編劇人生與梅格·蕾法芙和洛瑞·麥肯納」。該節目由作家洛瑞·麥肯納（Lorien McKenna）和製片人傑佛瑞·克蘭·格雷厄姆（Jeffrey Crane Graham）共同主持，致力於解讀從事編劇職業的工藝和藝術歷程。特邀嘉賓包括埃德·所羅門、安妮·萊莫特、麥克·瓊斯和邦妮·柯蒂斯等。
該節目曾入選Feedspot的「2021年必須關注的25個頂級編劇播客」、FilmCon的「十大電影製作播客推薦」和Podcast Magazine的「編劇必聽的8個播客」。

## 個人生活
蕾法芙的丈夫是電影製片人喬·福特（Joe Forte）。

## 影視作品
| 年份      | 標題                          | 職務 | 職務   | 職務 | 備註 |
| 年份      | 標題                          | 編劇 | 製片人 | 其他 | 備註 |
| --------- | ----------------------------- | ---- | ------ | ---- | --- |
| 1998      | 《The Baby Dance》            | 否   | 是     | 否   | |
| 2000      | 《靈幻奇緣》                  | 否   | 否     | 是   | 特別感謝 |
| 2002      | 《戰慄追殺》                  | 否   | 是     | 否   | |
| 2010—2011 | 《Gigantic》                  | 是   | 否     | 否   | 3集 |
| 2015      | 《腦筋急轉彎》                | 是   | 否     | 否   | 安妮獎劇情片編劇傑出成就獎 華盛頓影評人協會獎最佳原創劇本 提名—奧斯卡最佳原創劇本 提名—英國電影學院獎最佳原創劇本 提名—芝加哥影評人協會獎最佳原創劇本 提名—線上影評人協會最佳原創劇本 提名—衛星獎最佳原創劇本 |
| 2015      | 《靈犬出任務》                | 是   | 否     | 否   | 劇本編輯 |
| 2015      | 《恐龍當家》                  | 是   | 否     | 否   | 提名—金球獎 |
| 2016      | 《》                          | 否   | 否     | 是   | 特別感謝 |
| 2016      | 《The Man Who Saved Ben-Hur》 | 否   | 否     | 是   | 特別感謝 |
| 2018      | 《》                          | 否   | 否     | 是   | 特別感謝 |
| 2019      | 《驚奇隊長》                  | 故事 | 否     | 否   | |
| 2020      | 《½的魔法》                   | 故事 | 否     | 否   | 其他故事材料 |
| 2022      | 《》                          | 是   | 是     | 否   | |
| 2024      | 《腦筋急轉彎2》               | 是   | 否     | 否   | |
| 2025      | 《The Twits》                 | 是   | 否     | 否   | |

## 外部連結
- 梅格·蕾法芙在互联网电影资料库（IMDb）上的資料（英文）